# Turf Moor
Il Turf Moor è uno stadio di calcio di Burnley, nel Lancashire. È lo stadio del Burnley FC dal 1883. È uno degli stadi più antichi di calcio ancora in uso nel Regno Unito, dietro solo il Deepdale di Preston ed il Bramall Lane di Sheffield. Si trova in Harry Potts Way a Burnley e ha una capienza di 22.702 posti seduti. È uno degli ultimi stadi inglesi ad avere il tunnel e gli spogliatoi dietro una delle porte.

## Storia
Al Turf Moor si pratica sport sin dal 1843, quando il Burnley Cricket Club s'insediò nella zona. Nel 1840, addirittura, il sito fu anche utilizzato per le corse dei cavalli. Nel 1883, il Cricket Club invitò il Burnley FC, che era stato fondato appena un anno prima, a "traslocare" dal precedente stadio di Calder Vale ad uno stadio vicino al campo da cricket. La prima partita dei Clarets al Turf si risolse in una dura sconfitta per 3-6, inflitta dal Rawtenstall il 17 febbraio 1883. La media di frequenza dei tifosi al Turf nei primi anni di vita fu di circa 2.000 tifosi a partita, anche se c'erano ogni tanto picchi incredibili di presenze; il 29 marzo 1884, per esempio, ben 12.000 tifosi assistettero alla partita fra il Burnley ed i rivali del Padiham, conclusasi 2-4 per la squadra ospite. Per i primi due anni, gli spettatori erano costretti a radunarsi attorno al terreno di gioco, perciò nel 1885 il club costruì una tribuna in legno da 800 posti a sedere lungo il lato sud del campo, quello che si affaccia su Brunshaw Road, e costruì posti a sedere lungo tutto il campo per altre 5.000 persone. L'anno dopo, il Turf fu il primo stadio professionistico ad essere visitato da un membro della Royal Family, il principe Alberto Vittorio, che il 13 ottobre 1886, poiché si trovava già in città per l'inaugurazione di un nuovo ospedale, assistette alla sconfitta per 3-4 dei padroni di casa contro il Bolton.
Il Turf Moor ha ospitato il suo primo match di campionato il 6 ottobre 1888, con una vittoria per 4-1 dei padroni di casa ancora contro il Bolton. Dopo soli 5 minuti di partita, l'attaccante centrale del Burnley Fred Poland segnò il primo gol ufficiale nello stadio di casa. Nel 1891, il Burnley Union Stars Football Club, altra squadra della città, fallì ed abbandonò il proprio campo, il Daneshouse, che era completo, con la propria tribuna. Il Burnley comprò la tribuna e la trasferì al Turf. Divenne nota col nome di "Tribuna delle Stelle" e fu eretta dove ora sorge la Tribuna James Hargreaves, sul lato nord del campo. Nel marzo dello stesso anno, lo stadio ospitò il suo primo match in notturna: furono piazzati, a intervalli regolari, sedici lampioni a legna lungo il bordo del campo. Gli spettatori affermarono che, sebbene i bordi del campo fossero ben illuminati, la parte centrale rimaneva troppo in ombra. Il Burnley, nonostante tutto, vinse la partita, battendo per 4-2 il Nelson sotto lo sguardo di 3.000 persone.
Il 26 marzo 1898, al Turf si radunò una folla di più di 20.000 persone per la prima apparizione del Burnley in Coppa di Lega, al terzo turno contro l'Everton. La "Tribuna delle Stelle" fu demolita nel 1898 e sostituita con una nuova e più grande, che però fu chiamata ancora "Tribuna delle Stelle". 5 anni dopo fu costruita una seconda gradinata sulla tribuna che si affacciava su Brunshaw Road per ospitare gli uffici del club e, nel settembre 1903, il Turf poté, per la prima volta, ospitare gli "Stati Generali" dei soci del Burnley. Nel marzo 1909 la "Tribuna delle Stelle" fu ulteriormente ampliata, con nuovi tornelli e barricate in vista dello scontro ai quarti di finale di FA Cup contro i campioni in carica del campionato del Manchester United. Nella primavera 1911 furono rivelati i piani per la ricostruzione della Brunshaw Road, con Arthur Bell, già attaccante del Burnley, come architetto del progetto. Uno sciopero dei lavoratori della ferrovia ritardò la consegna dell'acciaio necessario per il nuovo tetto, ma gli spettatori poterono comunque utilizzare la nuova tribuna per la gara casalinga inaugurale del Burnley per la stagione 1911-12. Comunque, i lavori per gli spogliatoi non erano completi, e i giocatori di entrambe le squadre erano costretti a cambiarsi negli adiacenti padiglioni per il cricket. La Brunshaw Road di recente costruzione costò al club circa 5.000 £ (378.000 £ attuali), e poté accogliere 5.500 spettatori, con 2.200 posti a sedere, portando la capacità del Turf quasi a quota 41.000 posti.

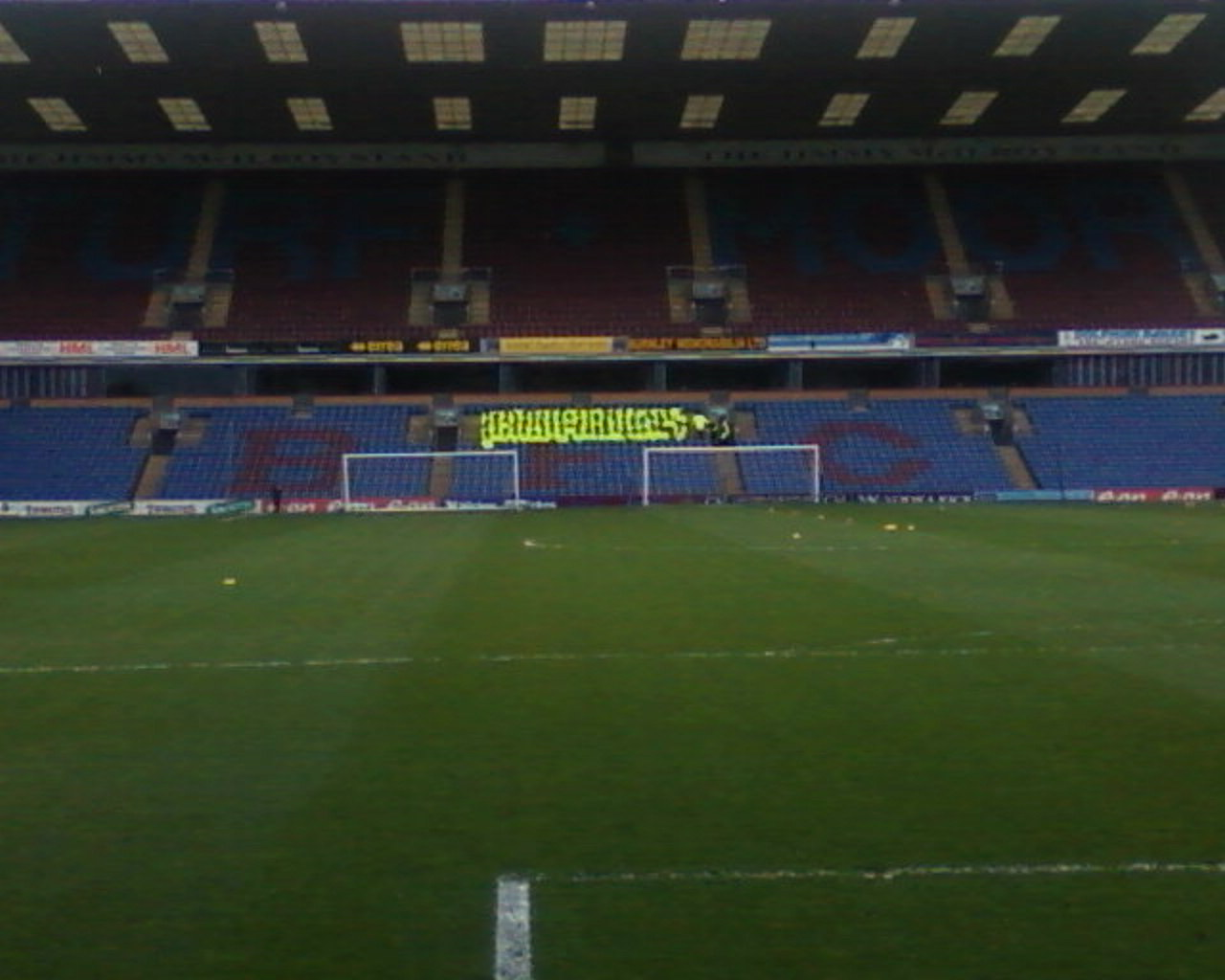
La tribuna Jimmy McIlroy nel 2009.

Nel 1913 i dirigenti del Burnley decisero di demolire la "Tribuna delle Stelle" una seconda volta, appena 15 anni dopo essere stata ricostruita. Nello stesso anno, la Brunshaw Road fu ulteriormente estesa per permetterle di coprire tutta la lunghezza del campo da gioco, e nel 1914 fu costruito il tetto per coprire le gradinate della Cricket Field, aumentando ancora la capienza fino a 50.000 posti. Nel 1922, il Turf ospitò la sua prima ed unica semifinale di FA Cup; una folla di oltre 46.000 tifosi assistette alla vittoria dell'Huddersfield Town contro il Notts County per 3-1. Il 23 febbraio 1924, una folla di più di 50.000 persone vide il Burnley liquidare con un secco 1-0 l'Huddersfield Town nel terzo turno di FA Cup. Più tardi fu confermato che allo stadio erano presenti ben 54.755 persone, che tuttora è un record per il Burnley. Nel 1927, il Turf ospitò la sua prima partita internazionale fra l'Inghilterra e il Galles. L'Inghilterra perse per 2-1, con il capitano del Burnley Jack Hill che segnò l'autogol che diede al Galles la vittoria. Nel 1932, il Club di tifosi del Burnley raccolse i fondi necessari alla realizzazione di una postazione al coperto e di un tabellone luminoso sulla Bee Hole. Sei anni più tardi, si annunciò l'intenzione di costruire una nuova gradinata coperta al posto della vecchia "Tribuna delle Stelle", ma ogni progetto fu rimandato dallo scoppio della seconda guerra mondiale.
I progetti furono messi in atto dopo il conflitto, e la Longside fu completata nel 1954. Il club spese 20.000 £ (408.000 £ attuali) solo per il tetto, mentre le gradinate furono costruite con l'aiuto dei giocatori della squadra giovanile. Tre anni dopo, il club costruì anche dei fari notturni permanenti. Le nuove luci furono utilizzate per la prima volta il 16 dicembre 1957, quando il Burnley ospitò i rivali del Blackburn in un'amichevole. Il 16 novembre 1960, lo stadio fu il teatro del primo match europeo del Burnley nella Coppa Europea, antenata della nostra Champions. Jimmy Robson e Jimmy Mcllroy segnarono entrambi all'inizio della prima metà di gioco, permettendo al Burnley di vincere per 2-0 contro lo Stade de Reims. Nel 1969, una nuova e più grande tribuna fu costruita (costò 180.000 £, 2,21 milioni £ odierni) sulla Cricket Field, che comprendeva anche gli spogliatoi e il tunnel che li univa allo stadio, che prima era parte della Brunshaw Road. Fu installato anche il riscaldamento per i sedili, ma dopo che fu usato per la prima volta, il presidente Bob Lord lo definì eccessivamente costoso, e non fu più acceso.

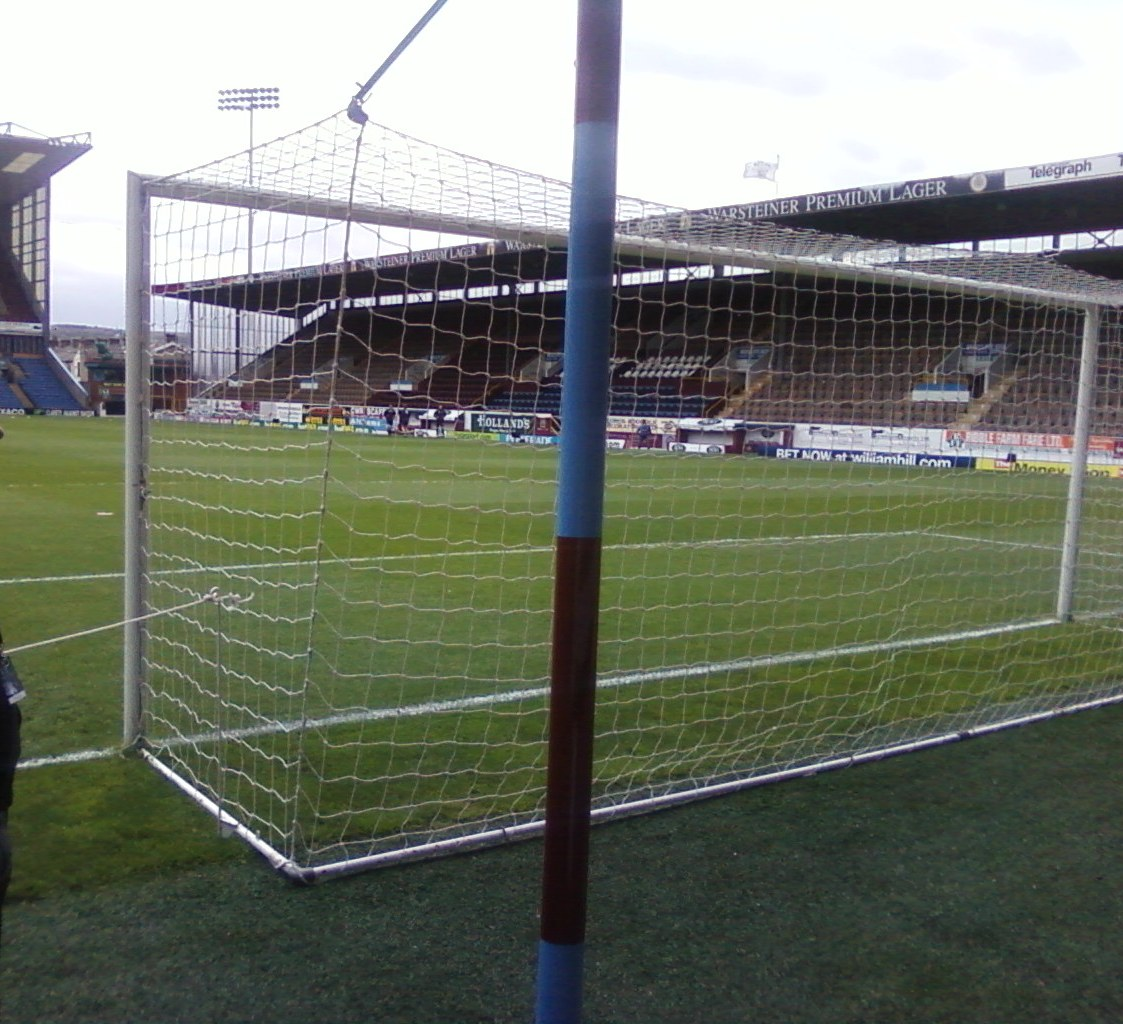
La tribuna Bob Lord vista da dietro la porta della Cricket Field

Più avanti negli anni sessanta continuò lo sviluppo del Turf, e furono costruite le gradinate della Bee Hole. Aveva una capacità di oltre 7.000 posti e, nonostante non avesse la copertura, era molto popolare fra i tifosi. Nel 1974, Bob Lord affidò alla Cambridge Oil Services il compito di rinnovare il terreno da gioco del Turf, e il lavoro comprese anche un nuovo sistema di drenaggio per l'acqua piovana ed un riscaldamento sotterraneo. Il terreno fu rialzato e la leggera pendenza, presente già da quando il club era arrivato al Turf Moor (ormai quasi 100 anni prima), fu eliminata. Il presidente, poi, sostituì la Brunshaw Road con una tribuna con soli posti a sedere cui dette il suo nome, che fu inaugurata nel 1974 dall'allora primo ministro Edward Heath. La tribuna, che ospitava 2.800 tifosi, costò 480.000 £ (3,73 milioni £ attuali) e conteneva la cabina ed un gruppo di sedili più lussuosi per i dirigenti del Burnley e dei club ospiti. Nel 1975, le luci che erano state installate nel 1957 furono sostituite. Il 13 maggio 1983, il Turf fu scelto per ospitare un match fra Cecoslovacchia e Germania, del Campionato Europeo Under-19.
Dopo l'installazione delle nuove luci, il Turf non subì altri cambiamenti fino alla metà degli anni novanta. Dopo che il rapporto Taylor stabilì che tutte le tribune degli stadi avrebbero dovuto essere convertite in tribune con soli posti a sedere, i giorni della Longside e della Bee Hole, prevalentemente con posti in piedi, erano ormai contati. Nel dicembre 1994, il club annunciò la decisione di riammodernare anche quelle due aree dello stadio. Nel 1995, la compagnia Linpave, fu incaricata di costruire le due nuove tribune di Turf Moor. Nel giugno 1995, il Turf ospitò una partita fra Inghilterra Under-21 e Lettonia Under-21 nel girone di qualificazione per il Campionato Under-21 del 1996. Il 16 settembre 1995, il Burnely giocò la sua ultima partita di fronte alla storica tribuna Longside, vincendo per 2-1 in una partita di Second Division contro l'Hull. La Longside, che in quella partita ospitò sia i tifosi di casa che quelli in trasferta, fu demolita e, al suo posto, sorse la tribuna James Hargreaves, utilizzabile dai soli sostenitori dei Clarets. La nuova tribuna fu inaugurata il 23 aprile 1996 per la gara in casa contro i Bristol Rovers. Il giorno dopo cominciò la demolizione della Bee Hole End, e, una volta completata, nel settembre 1996, la ristrutturazione di entrambe le tribune, per un costo totale di 5,3 milioni £ (7,42 milioni £ attuali), la capacità del Turf era di 22.619 posti. La nuova tribuna fu chiamata "Jimmy Mcllroy", in onore dell'ex-attaccante del Burnley e dell'Irlanda del Nord.
Il Turf Moor ha ospitato il suo primo match internazionale femminile il 4 settembre 2003, quando l'Inghilterra liquidò l'Australia con un 1-0. Due anni dopo, l'Inghilterra Under-20 pareggiò 2-2 con i pari età dei Paesi Bassi, con il centrocampista del Burnley Richard Chaplow capitano dell'Inghilterra. Il 25 maggio 2007, il Turf ospitò un'amichevole internazionale fra l'Inghilterra-B e l'Albania. Nonostante la partita non era riconosciuta a livello ufficiale come una partita pienamente internazionale, un gran numero di giocatori appartenenti alla prima squadra della nazionale inglese prese parte al match. Nell'ottobre 2007 uno schermo della Barco, azienda inglese specializzata nella produzione di schermi TV, fu installato sulla Cricket Field, che al tempo ospitava i tifosi ospiti. All'inizio della stagione 2009-10, fu installato un nuovo sistema che permise ai sostenitori di casa di trasferirsi alla Cricket Field per la promozione dei Clarets in Premier.

## Strutture

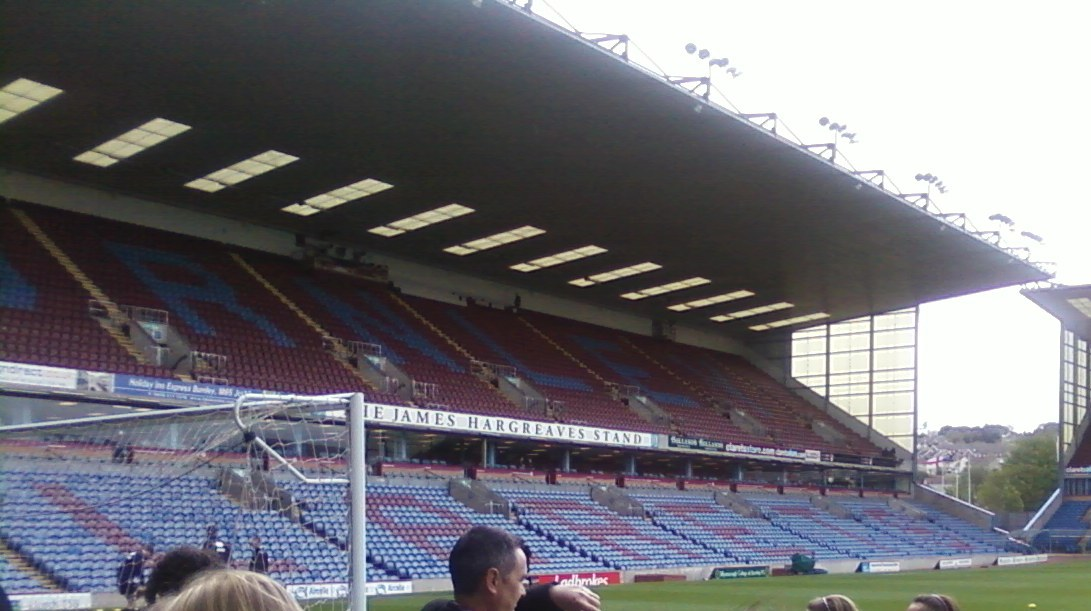
La James Hargreaves

Il campo da gioco è circondato da quattro tribune, note come la Bob Lord, la Cricket Field, la James Hargreaves e la Jimmy Mcllroy. Lo stadio ha una capacità totale di 22.546 posti. Le due tribune più nuove, la James Hargreaves e la Jimmy Mcllroy hanno due gruppi di gradinate, mentre le altre due ne hanno uno solo, con sedili in legno. Tutte e quattro le tribune sono fatte da posti a sedere, come decretato dal Rapporto Taylor. I tifosi fuori casa possono sedersi in due terzi della Cricket Field, mentre il resto dello stadio è dedicato ai tifosi del Burnley.

### James Hargreaves (Tribuna Nord)
La tribuna più grande del Turf Moor è la James Hargreaves, che è stata inaugurata nel 1996 all'interno di un progetto che vide la sostituzione delle due storiche tribune della Longside e della Bee Hole con un costo totale di 5,3 milioni di sterline di allora. Quando fu costruita fu chiamata la "Tribuna Nord", e ha il nome attuale grazie ad un patto fra 6 sponsor. La tribuna può ospitare 8.154 spettatori e fu aperta il 23 aprile 1996, al posto della Longside. Si trova lungo il lato lungo del campo, e in essa si trovano le telecamere TV e l'area per la stampa, entrambe situate nella gradinata superiore. La tribuna è anche la tradizionale "casa" della "Suicide Squad" il gruppo di Hooligans del Burnley, che era sempre stata nella Longside sino alla demolizione del '95. Nello spazio fra le due gradinate c'è una zona utilizzata per l'ospitalità nelle partite casalinghe e per funzioni, eventi e commemorazioni. Questa zona è anche autorizzata a fungere da palcoscenico per matrimoni civili.

### Jimmy Mcllroy (Tribuna Est)
La Jimmy Mcllroy è situata nella parte orientale del campo ed ha una capacità di 6.280 posti a sedere. La gradinata superiore è dedicata alle famiglie e, come per la Hargreaves, possiede zone per l'accoglienza.

### Bob Lord (Tribuna Sud)
La Bob Lord, che ha una capacità di 4.000 tifosi si trova fra il campo e la Harry Potts Way e ospita la zona dirigenziale e anche la stanza dei trofei del Burnley. La tribuna fu costruita nel 1974 e fu in parte pagata dalla cessione di Martin Dobson all'Everton. Chiamata così in onore di Bob Lord, presidente del Burnley, fu inaugurata dall'allora prima ministro del regno, Edward Heath.

### Cricket Field (Tribuna Ovest)
La Cricket Field, anche conosciuta come David Fishwick per ragioni di sponsor, è la tribuna più vecchia del Turf Moor. Fu costruita nel 1969 e dà le spalle al terreno ed al padiglione del Burnley Cricket Club. Contiene gli spogliatoi di entrambe le squadre, così come lo spogliatoio per gli arbitri ed il tunnel che porta al campo da gioco. Turf Moor è uno dei pochi stadi inglesi rimasti che hanno l'ingresso per il tunnel che porta agli spogliatoi posto dietro una delle porte. La tribuna è stata resa accessibile, anche se solo per un terzo, ai tifosi di casa dalla stagione 2009-10, che segna il ritorno in Premier League, essendo stata precedentemente la sezione dello stadio per i tifosi ospiti.

### Altro
Nell'angolo dello stadio fra la Hargreaves e la Mcllroy è posizionato uno schermo di 36 m², che era stato precedentemente posizionato nella Cricket Field fra il 2007 ed il 2009. Nel parcheggio per auto dietro la Hargreaves c'è "Stadium Fitness" che comprende una palestra, strutture per il tennis-tavolo e una grande sala per gli sport. Fuori da campo, fra la Jimmy Mcllroy e la Bob Lord c'è il Burnley Club Shop, noto anche col nome di "Clarets Superstore". Gli uffici del club si trovano sopra il negozio.

## Il futuro

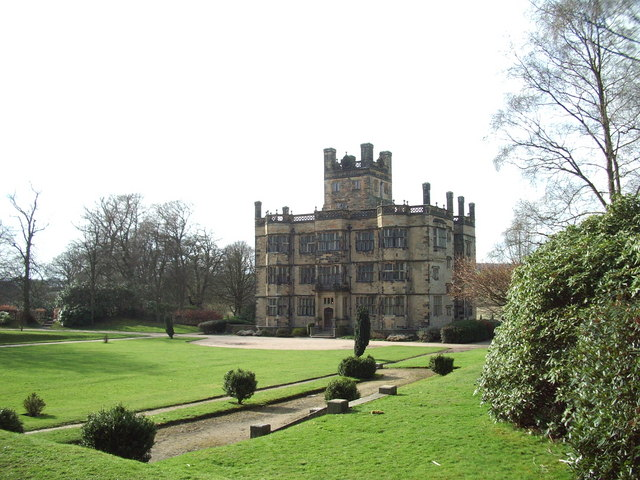
La nuova accademia del Burnley sarà costruita a Gathorpe Hall, come parte di un piano di rinnovo della società da 20 milioni di sterline

Il 27 luglio 2007, il Burnley ha mostrato i piani per uno sviluppo del Turf che costerà 20 milioni di sterline. I progetti includono anche la creazione di un'accademia giovanile nel centro di allenamento del club Gawthorpe Hall nella vicina Padiham. Il progetto si sviluppa in sei fasi.
Nella prima si è pianificato di spostare gli spogliatoi nell'angolo fra la James Hargreaves e la Jimmy Mcllroy.
Nella seconda di è intenzionati a demolire la Cricket Field per far posto ad una nuova tribuna capace di ospitare 2.500 tifosi, un hotel, un ristorante e un nuovo padiglione per il cricket.
I nuovi lavori includono anche la costruzione di un parcheggio a più livelli accanto allo stadio.
Altri piani prevedono un nuovo superstore del club ed altri negozi al dettaglio e nuove disponibilità nel sito internet del negozio ufficiale del club.
Nella quinta fase si pensava di trasformare la Bob Lord, che ospiterebbe eventualmente un cinema multisala.
Lo sviluppo di una seconda gradinata sulla Bob Lord è stato più tardi rivelato dal direttore del club Paul Fletcher, portando la capacità del Turf a 28.000 spettatori.
I lavori sullo stadio sarebbero dovuto cominciare verso la fine del 2007 e finire in tempo per la stagione 2010. Ma i permessi per la realizzazione della prima fase dei lavori furono dati solo il 7 aprile 2008 e i lavori sul centro di allenamento per i nuovi giocatori sarebbero dovuto cominciare ad essere costruiti nell'estate 2008. Fu deciso di non cominciare a costruire finché non fossero stati accordati tutti i permessi per le varie fasi dell'operazione, compresa la ricostruzione della Cricket Field. Nell'ottobre 2008, il progetto fu messo in stand-by dal club a causa della recente crisi economica mondiale, che ha diminuito la quantità di fondi disponibili. I progetti, revisionati, furono ri-esposti al pubblico nel novembre 2009, con la promessa di ulteriori novità riguardanti il rinnovamento del Turf Moor per l'inizio del 2010. A causa della retrocessione del club in Football League Championship, però, i lavori potrebbero subire dei rinvii finché la situazione non migliorerà.

## Trasporti
Turf Moor si trova nella zona orientale del centro della città di Burnley. Lo stadio ha due propri parcheggi per auto, e ci sono comunque molti parcheggi privati nelle vicinanze. La stazione ferroviaria più vicina allo stadio è la Burnley Manchester Road, che è poco distante dal campo e raggiungibile direttamente a piedi. Lo stadio è anche raggiungibile dalla Burnley Central Station sulla Linea Ferroviaria dell'East Lancashire, anche se in questo caso la distanza da percorrere è maggiore rispetto a quella che separa il Turf dalla Burnley Manchester. Ci sono anche servizi di autobus nella zona, e il Turf è molto vicino alla stazione centrale dei bus di Burnley.